# ستيف هانكوك
ستيف هانكوك (بالإنجليزية: Steve Hancock)‏ (10 سبتمبر 1953 في المملكة المتحدة - ) هو لاعب كرة قدم بريطاني في مركز الهجوم. لعب مع شيفيلد وينزداي ونادي سلتيك وهارت أوف ميدلوثيان ونادي ستنهاوسموير وNewtongrange Star F.C. ‏ وفورفار أثلتيك ‏ ونادي ليفينغستون لكرة القدم.

## وصلات خارجية
- ستيف هانكوك على موقع قاعدة بيانات كرة القدم.إي يو (الإنجليزية)